# Вохменцев, Яков Терентьевич

Курганская областная писательская организация: верхний ряд: М.С. Керченко, В.М. Спичкин (Огнев), В.Ф. Потанин, М.И. Шушарин, А.М. Пляхин; нижний ряд: И.П. Яган, Р.И. Бутакова, Л.Х. Андреева, Я.Т. Вохменцев, 1975 год.

Яков Терентьевич Во́хменцев (3 [16] января 1913, Вохменка, Оренбургская губерния — 11 июля 1979, Курган) — советский поэт и журналист, военный корреспондент. Руководитель Курганской писательской организации  (1965—1974). Участник боёв на Халхин-Голе, советско-финляндской и Великой Отечественной войны, старшина.

## Биография
Яков Вохменцев родился 3 (16) января 1913 года (по другим данным 16 (29) января 1913 года) в крестьянской семье в деревне Вохменка (Вахминская) Кислянской волости Челябинского уезда Оренбургской губернии, ныне деревня входит в Юргамышский муниципальный округ Курганской области. Отец участвовал в русско-японской войне, был матросом. В семье детям прививались навыки к чтению, любовь к литературе.
В возрасте 17 лет отправился путешествовать. Около двух лет ходил и ездил по Уралу, Поволжью, Кавказу, Центральной России. Набирался впечатлений и тут же излагал их в стихах. Работал вздымщиком леспромхоза, землекопом в геологоразведке, слесарем кирпичного завода. Затем приехал в Челябинск, работал литературным сотрудником газет «Наш трактор» (орган Челябинского тракторного завода) и «Челябинский рабочий», литературным консультантом Челябинской писательской организации. В январском номере журнала «За Магнитострой литературы» за 1933 год было напечатано первое стихотворение «Две песни». В Магнитогорске поступил в горный институт, но через год бросил.
В сентябре 1937 года призван на действительную службу в Рабоче-крестьянскую Красную Армию. Около года учился в Свердловской военной школе санитарных инструкторов. По её окончании был командирован для продолжения службы в войска, расположенные на территории Монгольской Народной Республики. Там почти сразу был направлен на работу в редакцию дивизионной газеты. Тогда же начал заочно учиться в Литературном институте имени А. М. Горького. Выполнил все задания за первый курс, а на сессию не попал — помешали бои с японскими милитаристами на Халхин-Голе. Там участвовал в боях в качестве журналиста. Участник советско-финляндской войны. В 1940 году демобилизован.
С июля 1941 вновь в рядах РККА. С марта 1942 до января 1944 года сражался на Волховском фронте в качестве младшего командира. Был ранен. Вернулся из госпиталя в марте 1944 года и до конца войны был сотрудником дивизионной газеты. В мае 1945 года литсотрудник редакции газеты «Красноармейская Слава» 201-й стрелковой Гатчинской Краснознаменной дивизии старшина Я.Т. Вохменцев, беспартийный, награждён орденом Красной Звезды.
После войны вернулся в редакцию газеты «Челябинский рабочий». Руководил литературным объединением, работал литературным консультантом. Первое стихотворение в Москве было напечатано по рекомендации А. Т. Твардовского в 1946 году в журнале «Огонёк». Первую книгу выпустил в 1950 году. В 1958 году был принят в Союз писателей СССР.
С 1960 по 1963 годы работал ответственным секретарём Челябинской писательской организации.
Член КПСС с 1963 года.
10 июля 1965 года возглавил вновь созданную Курганскую областную писательскую организацию и десять лет был её бессменным руководителем (до 1 октября 1974 года).
Проживая в Кургане, построил скромную деревянную дачу в д. Острова Островского сельсовета Юргамышского района, в которой жил летом.
Яков Терентьевич Вохменцев умер от инфаркта в больнице города Кургана 11 июля 1979 года. Похоронен на сельском кладбище в деревне Острова Островского сельсовета Юргамышского района Курганской области, ныне деревня входит в Юргамышский муниципальный округ той же области.

## Творчество
Я. Т. Вохменцев работал различных жанрах: лирическое стихотворение, стихотворный фельетон, басня, в последние годы жизни пробовал себя в драматургии. Он был мастером дружеского шаржа, блестящего экспромта. Возглавляя Курганскую писательскую организацию, много сделал для роста её рядов, для создания атмосферы творческого взаимопонимания, для воспитания молодых дарований.
Как публицист, подготовил ряд проблемных статей на тему о несовершенстве законодательства в вопросах борьбы с хулиганством, воровством и другими пороками. Работал над пьесами и автобиографической повестью. Вёл пропаганду литературы и литературных знаний.

## Произведения
Стихи Я. Т. Вохменцева в разные годы публиковались в «Комсомольской правде», «Литературной газете», в журналах «Новый мир», «Огонёк», «Октябрь», «Москва», «Наш современник», «Урал», «Уральский следопыт».
Перу Вохменцева принадлежит более десятка поэтических книг:
- «Золотая долина» (совместно с Н. Кутовым), Челябинск, Кн. издательство, 1950;
- «Степная песня» , Челябинск, Книжное издательство, 1955;
- «Мы весёлые подружки», Челябинск, Книжное издательство, 1957;
- «Не хмурьтесь, друзья», Челябинск, Книжное издательство, 1958;
- «Учёный кот» (басни), Свердловск, Средне-Уральское книжное издательство, 1960;
- «Положа руку на сердце», Челябинск, Книжное издательство, 1960;
- «Не ради красного словца», Челябинск, Книжное издательство, 1962;
- «Дело не в возрасте», Челябинск, Книжное издательство, 1963;
- «Про нас», Челябинск, Южно-Уральское книжное издательство, 1966;
- «Слышу зов земли», Челябинск, Южно-Уральское книжное издательство, 1966;
- «Разговор с друзьями», Челябинск, Южно-Уральское книжное издательство, 1971;
- «Живёт на свете человек», Москва,  «Советская Россия», 1971;
- «Третья зрелость», Челябинск, Южно-Уральское книжное издательство, 1973;
- «Застенчивая профессия» Москва,  «Современник», 1979.

## Награды
- Орден Красной Звезды 28 мая 1945 года[6]
- медали

## Память
По решению Курганского городского Совета народных депутатов, 16 января 1988 году, на доме, где жил поэт (улица Пролетарская, 59), установлена мемориальная доска. В начале XXI века была разрушена. Восстановлена народным художником РФ Г.А. Травниковым в другом месте (со стороны ул. Гоголя, 111).

## Семья
Жена Валентина Ивановна, сын Михаил
Брат Василий (1914 — 9 февраля 1942), в последние годы своей жизни часто выступал в печати со стихами, младший лейтенант, погиб на фронте.

## О фамилии
Вохминцев

Вохменцев